# Popis portugalskih kraljeva
Popis portugalskih kraljeva:

## Burgundska dinastija
- Alojz/Afonso I. Portugalski, 1139. – 1185.
- Sancho I., 1185. – 1211.
- Alojz II. 'Debeli', 1211. – 1223.
- Sancho II. 'Pobožni', 1223. – 1247.
- Alojz III., 1247. – 1279.
- Denis, 1279. – 1325.
- Alojz IV. 'Hrabri', 1325. – 1357.
- Petar I. 1357. – 1367.
- Ferdinand I. 'Lijepi', 1367. – 1383.

## Dinastija Aviz
- Ivan I., 1385. – 1433.
- Eduard, 1433. – 1438.
- Alojz V. 'Afrikanac', 1438. – 1481.
- Ivan II. 1481. – 1495.

## Dinastija Aviz - Beja
Vladari iz dinastije Aviz-Beje.
- Manuel I. 'Sretni', 1495. – 1521.
- Ivan III., 1521. – 1557.
- Sebastijan, 1557. – 1578.
- Henrik II., 1578. – 1580.
- Antun I., 1580.

## Dinastija Habsburg
- Filip I., kralj Portugala, 1580. – 1598.
- Filip II., 1598. – 1621.
- Filip III., 1621. – 1640.

## Dinastija Braganza
- Ivan IV., 1640. – 1656.
- Alojz VI., 1656 - 1667.
- Petar II., 1667. – 1706.
- Ivan V., 1706 - 1750.
- Josip, 1750. – 1777.
- Marija I. i Petar III. 1777. – 1816.
- Ivan VI., 1816. – 1826.
- Petar IV., 1826.
- Marija II., 1826. – 1828.
- Mihael, 1828 - 1834.

## Dinastija Braganza - Saska - Coburg - Gotha  (Braganza - Wettin)
- Marija II., 1834. – 1853. i Ferdinad II. 1836. – 1853.
- Petar V., 1853. – 1861.
- Ludovik I., 1861 - 1889.
- Karlo I., 1889 - 1908.
- Manuel II., 1908. – 1910.